# Golden Globe de la meilleure musique de film

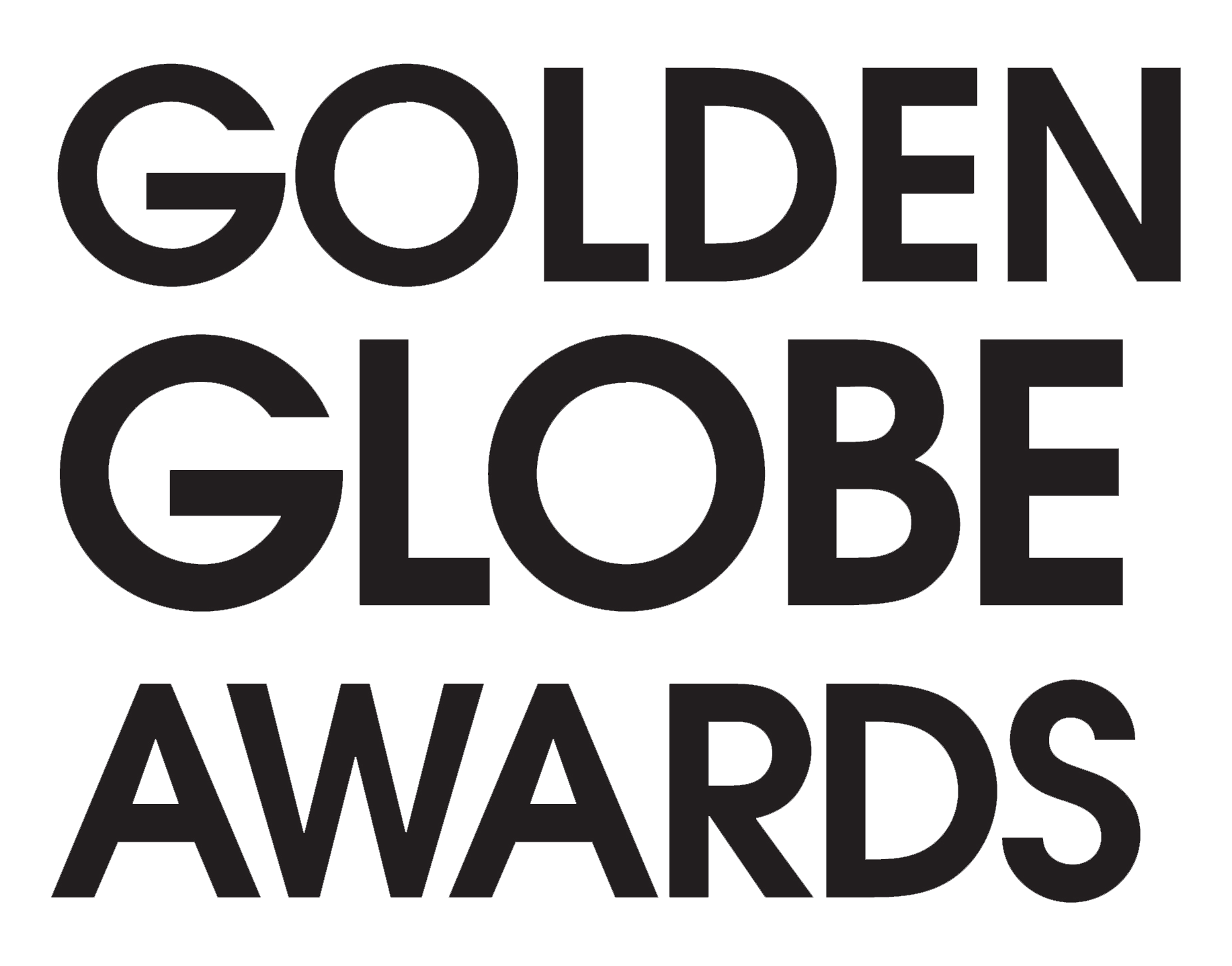
Logo des Golden Globe Award.

Le Golden Globe de la meilleure musique de film (Golden Globe Award for Best Original Score) est une récompense cinématographique décernée annuellement depuis 1948 par la Hollywood Foreign Press Association.

## Palmarès
Note : le symbole « ♕ » rappelle le lauréat de l'Oscar de la meilleure musique de film la même année.

### Années 1940
- 1948 : Max Steiner, Mon père et nous ♙
- 1949 : Brian Easdale, Les Chaussons rouges ♕

### Années 1950
- 1950 : Johnny Green, Vive monsieur le maire
- 1951 : Franz Waxman, Boulevard du crépuscule ♕
- 1952 : Victor Young, September Affair
- 1953 : Dimitri Tiomkin, Le train sifflera trois fois ♕
- 1954 à 1959 : Non décerné

### Années 1960
- 1960 : Le Dernier Rivage (On the Beach) – Ernest Gold♙
- 1961 : Alamo (The Alamo) – Dimitri Tiomkin ♙
  - Exodus – Ernest Gold
  - Pepe – Johnny Green
  - Spartacus – Alex North
  - Le Monde de Suzie Wong (The World of Suzie Wong) – George Duning
- 1962 : Les Canons de Navarone (The Guns Of Navarone) – Dimitri Tiomkin ♙
- Le Cid (El Cid) – Miklós Rózsa
- Fanny – Harold Rome
- Le Roi des rois (King of Kings) – Miklós Rózsa
- Été et Fumées (Summer and Smoke) – Elmer Bernstein
- 1963 : Du silence et des ombres (To Kill a Mockingbird) – Elmer Bernstein♙
  - Lawrence d'Arabie (Lawrence of Arabia) – Maurice Jarre
  - The Music Man – Meredith Willson
  - Les Révoltés du Bounty (Mutiny on the Bounty) – Bronislau Kaper
  - Taras Bulba – Franz Waxman
- 1964 : Non décerné
- 1965 : La Chute de l'Empire romain (The Fall of the Roman Empire) – Dimitri Tiomkin ♙
  - Sept Jours en mai (Seven Days in May) – Jerry Goldsmith
  - Zorba le Grec (Αλέξης Ζορμπάς / Aléxis Zorbás) – Míkis Theodorákis
  - Becket – Laurence Rosenthal
  - Mary Poppins – Robert B. Sherman et Richard M. Sherman
- 1966 : Le Docteur Jivago (Doctor Zhivago) – Maurice Jarre ♕
  - La Bataille des Ardennes (Battle of the Bulge) – Benjamin Frankel
  - La Grande Course autour du monde (The Great Race) – Henry Mancini
  - La Rolls-Royce jaune (The Yellow Rolls-Royce) – Riz Ortolani
  - Le Chevalier des sables (The Sandpiper) – Johnny Mande
- 1967 : Hawaï (Hawaii) – Elmer Bernstein ♙
  - Un homme et une femme – Francis Lai
  - La Bible (The Bible: In the Beginning...) – Toshirō Mayuzumi
  - Paris brûle-t-il ? – Maurice Jarre
  - La Canonnière du Yang-Tsé (The Sand Pebbles) – Jerry Goldsmith
- 1968 : Camelot – Frederick Loewe ♕
  - Voyage à deux (Two for the Road) – Henry Mancini
  - Millie (Thoroughly Modern Millie) – Elmer Bernstein
  - L'Extravagant Docteur Dolittle (Doctor Dolittle) – Leslie Bricusse
  - Vivre pour vivre – Francis Lai
- 1969 : Les Souliers de saint Pierre (The Shoes Of The Fisherman) – Alex North ♙
  - L'Affaire Thomas Crown (The Thomas Crown Affair) – Michel Legrand
  - Roméo et Juliette (Romeo and Juliet) – Nino Rota
  - Rosemary's Baby – Krzysztof Komeda
  - Chitty Chitty Bang Bang – Richard M. Sherman, Robert B. Sherman

### Années 1970
- 1970 : Butch Cassidy et le Kid (Butch Cassidy and the Sundance Kid) – Burt Bacharach ♕
  - Anne des mille jours (Anne Of the Thousand Days) – Georges Delerue
  - Goodbye, Mr. Chips – Leslie Bricusse
  - The Happy Ending – Michel Legrand
  - Le Secret de Santa Vittoria (The Secret of Santa Vittoria) – Ernest Gold
- 1971 : Love Story – Francis Lai ♕
  - Airport – Alfred Newman
  - Cromwell – Frank Cordell
  - Scrooge – Leslie Bricusse, Ian Fraser et Herbert W. Spencer
  - Les Hauts de Hurlevent (Wuthering Heights) – Michel Legrand
- 1972 : Les Nuits rouges de Harlem (Shaft) – Isaac Hayes ♙
  - Le Mystère Andromède (The Andromeda Strain) – Gil Mellé
  - Le Mans – Michel Legrand
  - Marie Stuart, reine d'Écosse (Mary, Queen of Scots) – John Barry
  - Un été 42 (Summer of '42) – Michel Legrand
- 1973 : Le Parrain (The Godfather) – Nino Rota
  - Frenzy – Ron Goodwin
  - Lady Sings the Blues – Michel Legrand
  - Guet-apens (The Getaway) – Quincy Jones
  - L'aventure du Poséidon (The Poseidon Adventure) – John Williams
- 1974 : Jonathan Livingston le goéland (Jonathan Livingston Seagull) – Neil Diamond
  - Permission d'aimer (Cinderella Liberty) – John Williams
  - Le Jour du dauphin (The Day of the Dolphin) – Georges Delerue
  - Breezy – Michel Legrand
  - Le Meilleur des mondes possible (O Lucky Man!) – Alan Price
  - Tom Sawyer – John Williams, Richard M. Sherman et Robert B. Sherman
- 1975 : Le Petit Prince (The Little Prince) – Alan Jay Lerner et Frederick Loewe ♙
  - Chinatown – Jerry Goldsmith
  - Tremblement de terre (Earthquake) – John Williams
  - Le Parrain, 2e partie (Mario Puzo's The Godfather: Part II) – Nino Rota
  - Phantom of the Paradise – Paul Williams
- 1976 : Les Dents de la mer (Jaws) – John Williams ♕
  - Funny Lady – John Kander et Fred Ebb
  - L'Homme qui voulut être roi (The Man Who Would Be King) – Maurice Jarre
  - Un jour, une vie (The Other Side of the Mountain) – Charles Fox
  - Le Retour de la Panthère rose (The Return of the Pink Panther) – Henry Mancini
- 1977 : Une étoile est née (A Star Is Born) – Paul Williams et Kenny Ascher ♙
  - The Slipper and the Rose: The Story of Cinderella – Robert B. Sherman et Richard M. Sherman
  - Du rififi chez les mômes – Paul Williams
  - Le Voyage des damnés (Voyage of the Damned) – Lalo Schifrin
  - Rocky – Bill Conti
- 1978 : Star Wars, épisode IV : Un nouvel espoir (Star Wars, Episode IV: A New Hope) – John Williams ♕
  - L'Espion qui m'aimait (The Spy Who Loved Me) – Marvin Hamlisch
  - Peter et Elliott le dragon (Pete's Dragon) – Joel Hirschhorn
  - Rencontres du troisième type (Close Encounters of the Third Kind) – John Williams
  - La Fièvre du samedi soir (Saturday Night Fever) – Barry Gibb
- 1979 : Midnight Express – Giorgio Moroder ♕
  - The Children of Sanchez – Chuck Mangione
  - Le Seigneur des anneaux (J. R. R. Tolkien's The Lord of the Rings) – Leonard Rosenman
  - Superman – John Williams ♙
  - Une femme libre (An Unmarried Woman) – Bill Conti

### Années 1980
- 1980 : Apocalypse Now – Carmine Coppola et Francis Ford Coppola
  - Alien – Jerry Goldsmith
  - Amityville : La Maison du diable (The Amityville Horror) – Lalo Schifrin ♙
  - L'Étalon noir (The Black Stallion) – Carmine Coppola
  - I Love You, je t'aime (A Little Romance) – Georges Delerue ♕
  - Star Trek, le film (Star Trek: The Motion Picture) – Jerry Goldsmith ♙
  - Elle (10) – Henry Mancini ♙
- 1981 : Le Diable en boîte (The Stunt Man) – Dominic Frontiere
  - Fame – Michael Gore ♕
  - Star Wars, épisode V : L'Empire contre-attaque (Star Wars, Episode V: The Empire Strikes Back) – John Williams ♙
  - Le Concours (The Competition) – Lalo Schifrin
  - Quelque part dans le temps (Somewhere In Time) – John Barry
  - American Gigolo – Giorgio Moroder
- 1982 : Non décerné
- 1983 : E.T., l'extra-terrestre (E.T. the Extra-Terrestrial) – John Williams ♕
  - La Féline (Cat People) – Giorgio Moroder
  - Blade Runner – Vangelis
  - Six Weeks – Dudley Moore
  - Victor Victoria – Henry Mancini
- 1984 : Flashdance – Giorgio Moroder
  - Scarface – Giorgio Moroder
  - Yentl – Michel Legrand, Alan Bergman et Marilyn Bergman
  - Rusty James (Rumble Fish) – Stewart Copeland
  - Under Fire – Jerry Goldsmith ♙
- 1985 : La Route des Indes (A Passage to India) – Maurice Jarre ♕
  - La Déchirure (The Killing Fields) – Mike Oldfield
  - Il était une fois en Amérique (Once Upon a Time in America) – Ennio Morricone
  - La Rivière (The River) – John Williams ♙
  - Starman – Jack Nitzsche
- 1986 : Out of Africa – John Barry ♕
  - La Couleur pourpre (The Color Purple) – Quincy Jones ♙
  - Witness – Maurice Jarre ♙
  - L'Année du dragon (Year of the Dragon) – David Mansfield
  - Soleil de nuit (White Nights) – Michel Colombier
- 1987 : Mission (The Mission) - Ennio Morricone
  - La Petite Boutique des horreurs (Little Shop of Horrors) – Miles Goodman
  - Mosquito Coast – Maurice Jarre
  - Autour de minuit (Round Midnight) – Herbie Hancock
  - Top Gun – Harold Faltermeyer
- 1988 : Le Dernier Empereur (The Last Emperor) – David Byrne[1], Ryûichi Sakamoto et Cong Su ♕
  - Cry Freedom – George Fenton et Jonas Gwangwa (en) ♙
  - Empire du soleil (Empire of the Sun) – John Williams ♙
  - La Ménagerie de verre (The Glass Menagerie) – Henry Mancini
  - Les Incorruptibles (The Untouchables) – Ennio Morricone ♙
- 1989 : Gorilles dans la brume (Gorillas in the Mist: The Story of Dian Fossey) – Maurice Jarre ♙
  - Voyageur malgré lui (The Accidental Tourist) – John Williams ♙
  - La Dernière Tentation du Christ (The Last Temptation of Christ) – Peter Gabriel
  - Madame Sousatzka – Gerald Gouriet
  - Milagro (The Milagro Beanfield War) – Dave Grusin ♕

### Années 1990
- 1990 : La Petite Sirène (The Little Mermaid) – Alan Menken ♕
  - Né un 4 juillet (Born on the Fourth of July) – John Williams ♙
  - Outrages (Casualties of War) – Ennio Morricone
  - Susie et les Baker Boys (The Fabulous Baker Boys) – Dave Grusin ♙
  - Glory – James Horner
- 1991 : Un thé au Sahara (The Sheltering Sky) – Richard Horowitz[2] et Ryûichi Sakamoto
  - Avalon – Randy Newman ♙
  - Danse avec les loups (Dances With Wolves) – John Barry ♕
  - Le Parrain, 3e partie (Mario Puzo's The Godfather: Part III) – Carmine Coppola
  - Havana – Dave Grusin ♙
- 1992 : La Belle et la Bête (Beauty and the Beast) – Alan Menken ♕
  - En liberté dans les champs du seigneur (At Play in the Fields of the Lord) – Zbigniew Preisner
  - Bugsy – Ennio Morricone ♙
  - Dead Again – Patrick Doyle
  - For the Boys – Dave Grusin
  - Robin des Bois, prince des voleurs – Michael Kamen
- 1993 : Aladdin – Alan Menken ♕
  - Chaplin – John Barry ♙
  - Le Dernier des Mohicans (The Last of the Mohicans) – Randy Edelman
  - Basic Instinct – Jerry Goldsmith ♙
  - 1492 : Christophe Colomb (1492: Conquest of Paradise) – Vangelis Papathanassiou
- 1994 : Entre ciel et terre (Heaven & Earth) – Kitaro
  - L'Étrange Noël de monsieur Jack (The Nightmare Before Christmas) – Danny Elfman
  - La Leçon de piano (The Piano) – Michael Nyman
  - Trois Couleurs : Bleu (Blue) – Zbigniew Preisner
  - La Liste de Schindler (Schindler's List) – John Williams ♕
- 1995 : Le Roi lion (The Lion King) – Hans Zimmer ♕
  - Forrest Gump – Alan Silvestri ♙
  - Entretien avec un vampire (Interview with the Vampire) – Elliot Goldenthal ♙
  - Légendes d'automne (Legends of the Fall) – James Horner
  - Nell – Mark Isham
- 1996 : Les Vendanges de feu (A Walk in the Clouds) – Maurice Jarre
  - Braveheart – James Horner ♙
  - Don Juan DeMarco – Michael Kamen
  - Pocahontas : Une légende indienne (Pocahontas) – Alan Menken ♕
  - Raison et Sentiments (Sense and Sensibility) – Patrick Doyle ♙
- 1997 : Le Patient anglais (The English Patient) – Gabriel Yared ♕
  - Michael Collins – Elliot Goldenthal ♙
  - Leçons de séduction (The Mirror Has Two Faces) – Marvin Hamlisch
  - Shine – Jerry Goldsmith ♙
  - Le Bossu de Notre-Dame (The Hunchback of Notre Dame) – Alan Menken et Stephen Schwartz ♙
- 1998 : Titanic – James Horner ♕
  - Bienvenue à Gattaca (Gattaca) – Michael Nyman
  - Kundun – Philip Glass ♙
  - L.A. Confidential – Jerry Goldsmith ♙
  - Sept Ans au Tibet (Seven Years in Tibet) – John Williams
- 1999 : The Truman Show – Burkhard Dallwitz[3] et Philip Glass
  - 1 001 pattes (A Bug's Life) – Randy Newman ♙
  - Mulan – Jerry Goldsmith ♙
  - Le Prince d'Égypte (The Prince of Egypt) – Stephen Schwartz & Hans Zimmer ♙
  - Il faut sauver le soldat Ryan (Saving Private Ryan) – John Williams ♙

### Années 2000
- 2000 : La Légende du pianiste sur l'océan (La Leggenda del pianista sull'oceano) – Ennio Morricone
  - American Beauty – Thomas Newman ♙
  - Les cendres d'Angela (Angela's Ashes) – John Williams ♙
  - Anna et le Roi (Anna and the King) – George Fenton
  - La Fin d'une liaison (The End of the Affair) – Michael Nyman
  - Eyes Wide Shut – Jocelyn Pook
  - Révélations (The Insider) – Pieter Bourke et Lisa Gerrard
  - Une histoire vraie (The Straight Story) – Angelo Badalamenti
  - Le Talentueux Mr Ripley (The Talented Mr. Ripley) – Gabriel Yared ♙
- 2001 : Gladiator - Lisa Gerrard[4] et Hans Zimmer ♙
  - Le Chocolat (Chocolat) - Rachel Portman ♙
  - Tigre et Dragon (臥虎藏龍) - Tan Dun ♕
  - Malèna - Ennio Morricone ♙
  - Sunshine - Maurice Jarre
- 2002 : Moulin Rouge (Moulin Rouge!) - Craig Armstrong
  - Ali - Pieter Bourke et Lisa Gerrard
  - A.I. Intelligence artificielle (A.I. Artificial Intelligence) - John Williams ♙
  - Un homme d'exception (A Beautiful Mind) - James Horner ♙
  - Le Seigneur des anneaux : La Communauté de l'anneau (The Lord of the Rings: The Fellowship of the Ring) - Howard Shore ♕
  - Mulholland Drive - Angelo Badalamenti
  - Pearl Harbor - Hans Zimmer
  - Terre Neuve (The Shipping News) - Christopher Young
- 2003 : Frida - Elliot Goldenthal ♕
  - La 25e Heure (25th Hour) - Terence Blanchard
  - Loin du paradis - Elmer Bernstein ♙
  - The Hours - Philip Glass ♙
  - Le Chemin de la liberté (Rabbit-Proof Fence) - Peter Gabriel
- 2004 : Le Seigneur des anneaux : Le Retour du roi (The Lord of the Rings: The Return of the King) - Howard Shore ♕
  - Big Fish - Danny Elfman ♙
  - Retour à Cold Mountain (Cold Mountain) - Gabriel Yared ♙
  - La Jeune Fille à la perle (Girl with a Pearl Earring) - Alexandre Desplat
  - Le Dernier Samouraï (The Last Samurai) - Hans Zimmer
- 2005 : Aviator (The Aviator) - Howard Shore
  - Neverland (Finding Neverland) - Jan A. P. Kaczmarek ♕
  - Million Dollar Baby - Clint Eastwood
  - Sideways - Rolfe Kent
  - Spanglish - Hans Zimmer
- 2006 : Mémoires d'une geisha (Memoirs of a Geisha) : John Williams ♙
  - Le Secret de Brokeback Mountain (Brokeback Mountain) : Gustavo Santaolalla ♕
  - Le Monde de Narnia : Le Lion, la Sorcière blanche et l'Armoire magique (The Chronicles of Narnia: The Lion, the Witch and the Wardrobe) : Harry Gregson-Williams
  - King Kong : James Newton Howard
  - Syriana : Alexandre Desplat
- 2007 : Le Voile des illusions (The Painted Veil) : Alexandre Desplat
  - The Fountain : Clint Mansell
  - Babel : Gustavo Santaolalla ♕
  - Nomad : Carlo Siliotto
  - Da Vinci Code (The Da Vinci Code) : Hans Zimmer
- 2008 : Reviens-moi (Atonement) – Dario Marianelli ♕
  - Les Cerfs-volants de Kaboul (The Kite Runner) – Alberto Iglesias ♙
  - Grace is Gone – Clint Eastwood
  - Into the Wild – Michael Brook, Kaki King et Eddie Vedder
  - Les Promesses de l'ombre (Eastern Promises) – Howard Shore
- 2009 : Slumdog Millionaire : A. R. Rahman ♕
  - L'Échange (Changeling) : Clint Eastwood
  - L'Étrange Histoire de Benjamin Button (The Curious Case of Benjamin Button) : Alexandre Desplat ♙
  - Les Insurgés (Defiance) : James Newton Howard
  - Frost/Nixon : L'Heure de vérité (Frost/Nixon) : Hans Zimmer

### Années 2010
- 2010[5] : Là-haut (Up) : Michael Giacchino ♕
  - The Informant! : Marvin Hamlisch
  - Avatar : James Horner ♙
  - A Single Man : Abel Korzeniowski
  - Max et les Maximonstres (Where the Wild Things Are) : Carter Burwell et Karen Orzolek
- 2011[6] : The Social Network - Trent Reznor et Atticus Ross ♕
  - Le Discours d'un roi (The King's Speech) - Alexandre Desplat ♙
  - Alice au pays des merveilles (Alice in Wonderland) - Danny Elfman
  - 127 Heures (127 Hours) - A. R. Rahman ♙
  - Inception - Hans Zimmer ♙
- 2012[7] : The Artist - Ludovic Bource ♕
  - W.E. - Abel Korzeniowski
  - Millénium : Les Hommes qui n'aimaient pas les femmes (The Girl with the Dragon Tattoo) - Trent Reznor et Atticus Ross
  - Hugo Cabret (Hugo) - Howard Shore ♙
  - Cheval de guerre (War Horse) - John Williams ♙
- 2013 : L'Odyssée de Pi (Life Of Pi) – Mychael Danna ♕
  - Anna Karénine (Anna Karenina) – Dario Marianelli ♙
  - Argo – Alexandre Desplat ♙
  - Cloud Atlas – Tom Tykwer, Johnny Klimek et Reinhold Heil
  - Lincoln – John Williams ♙
- 2014 : All Is Lost – Alex Ebert
  - Gravity – Steven Price ♕
  - Mandela : Un long chemin vers la liberté (Mandela : Long Walk to Freedom) – Alex Heffes
  - Twelve Years a Slave – Hans Zimmer
  - La Voleuse de livres (The Book Thief) – John Williams ♙
- 2015 : Une merveilleuse histoire du temps (The Theory of Everything) – Jóhann Jóhannsson ♙
  - Birdman – Antonio Sanchez
  - Gone Girl – Trent Reznor et Atticus Ross
  - Imitation Game (The Imitation Game) – Alexandre Desplat ♙
  - Interstellar – Hans Zimmer ♙
- 2016 : Les Huit Salopards (The Hateful Eight) – Ennio Morricone
  - Carol – Carter Burwell
  - Danish Girl – Alexandre Desplat
  - Steve Jobs – Daniel Pemberton
  - The Revenant – Ryūichi Sakamoto
- 2017 : La La Land – Justin Hurwitz
  - Moonlight – Nicholas Britell
  - Premier Contact – Jóhann Jóhannsson
  - Lion – Dustin O'Halloran et Hauschka
  - Les Figures de l'ombre – Hans Zimmer, Pharrell Williams et Benjamin Wallfisch
- 2018 : La Forme de l'eau (The Shape of Water) – Alexandre Desplat
  - Dunkerque (Dunkirk) – Hans Zimmer
  - Phantom Thread – Jonny Greenwood
  - Pentagon Papers (The Post) – John Williams
  - Three Billboards : Les Panneaux de la vengeance (Three Billboards Outside Ebbing, Missouri) – Carter Burwell
- 2019 : First Man : Le Premier Homme sur la Lune (First Man) - Justin Hurwitz
  - Black Panther - Ludwig Göransson
  - L'Île aux chiens (Isle of Dogs) - Alexandre Desplat
  - Le Retour de Mary Poppins (Mary Poppins Returns) - Marc Shaiman et Scott Wittman
  - Sans un bruit (A Quiet Place) - Marco Beltrami

### Années 2020
- 2020 : Joker - Hildur Guðnadóttir
  - 1917 - Thomas Newman
  - Brooklyn Affairs (Motherless Brooklyn) - Daniel Pemberton
  - Les Filles du docteur March - Alexandre Desplat
  - Marriage Story - Randy Newman
- 2021 : Minuit dans l'univers - Alexandre Desplat
  - Tenet - Ludwig Göransson
  - La Mission - James Newton Howard
  - Mank - Atticus Ross et Trent Reznor
  - Soul - Jon Batiste, Atticus Ross et Trent Reznor
- 2022 : Dune - Hans Zimmer
  - Alexandre Desplat – The French Dispatch
  - Germaine Franco – Encanto : La Fantastique Famille Madrigal (Encanto)
  - Jonny Greenwood – The Power of the Dog
  - Alberto Iglesias – Madres paralelas
- 2023 : Babylon - Justin Hurwitz
  - Carter Burwell – Les Banshees d'Inisherin (The Banshees of Inisherin)
  - John Williams – The Fabelmans
  - Alexandre Desplat – Pinocchio
  - Hildur Guðnadóttir – Women Talking

- 2024 : Ludwig Göransson pour Oppenheimer
  - Jerskin Fendrix pour Pauvres Créatures
  - Joe Hisaishi pour Le Garçon et le Héron
  - Mica Levi pour La Zone d'intérêt
  - Daniel Pemberton pour Spider man : Across the Spider-Verse
  - Robbie Robertson pour Killers of the Flower Moon

- 2025 : Trent Reznor et Atticus Ross pour Challengers
  - Volker Bertelmann pour Conclave
  - Daniel Blumberg pour The Brutalist
  - Kris Bowers pour Le Robot sauvage (The Wild Robot)
  - Camille et Clément Ducol pour Emilia Pérez
  - Hans Zimmer pour Dune, deuxième partie (Dune: Part Two)

## Récompenses et nominations multiples

### Récompenses multiples
Légende : Nombre de récompenses/Nombre de nominations
4 / 22 : John Williams
4 / 11 : Maurice Jarre
4 / 5 : Dimitri Tiomkin
3 / 3 : Justin Hurwitz
3 / 5 : Alan Menken
3/ 14 : Hans Zimmer
2 / 7 : Ennio Morricone
2 / 5 : Howard Shore, Giorgio Moroder, Elmer Bernstein